# بخش تیراپ
بخش تیراپ (به انگلیسی: Tirap district) یک منطقهٔ مسکونی در هند است که در آروناچال پرادش واقع شده‌است. بخش تیراپ ۱٬۱۷۰ کیلومتر مربع مساحت و ۵۵٬۰۲۲ نفر جمعیت دارد.